# هسو وینینگ (بازیگر)
هسو وینینگ (به انگلیسی: Hsu Wei-ning) همچنین به عنوان تیفانی آن هسو نیز شناخته می‌شود، بازیگر (زاده ۷ اوت ۱۹۸۴) تایوانی است. هسو کار خود را به عنوان یک مدل آغاز کرد و اولین بار به خاطر نقش‌های مکملش در سریال درام تایوانی با یک بوسه شروع شد و دنباله آن فیلم آنها دوباره می‌بوسند مورد توجه قرار گرفت. او همچنین به عنوان وی جی برای ام تی وی ماندارین کار کرد.
فیلم تایوانی «طراحی ۷ عشق» نامزدی جایزه اسب طلایی بهترین بازیگر جدید را برای او به ارمغان آورد. او در سریال درام «راه بودند» ظاهر شد، که برای آن برنده جایزه زنگ طلایی بهترین بازیگر نقش مکمل زن را دریافت کرد.

## اوایل زندگی
پدر هسو ایتالیایی-آمریکایی است و مادرش تایوانی است. پدرش قبل از به دنیا آمدن او خانواده را ترک کرد و مادرش را رها کرد تا هسو را با کمک پدربزرگ و مادربزرگ مادری و سایر اعضای خانواده اش بزرگ کند. هسو در مدرسه هنر هوا کانگ در تایپه تحصیل کرد و در آنجا با رینی یانگ همکلاسی بود. او از دانشگاه فرهنگ چینی فارغ‌التحصیل شد.

## فیلم‌شناسی
| سال  | عنوان انگلیسی                        | عنوان اصلی             | نقش            | یادداشت                                  |
| ---- | ------------------------------------ | ---------------------- | -------------- | ---------------------------------------- |
| ۲۰۰۴ | جیا یو فی فی                         | 家有菲菲               | فی فی          |                                          |
| ۲۰۰۵ | با یک بوسه شروع شد (سریال تلویزیونی) | 惡作劇之吻             | پی زییو        |                                          |
| ۲۰۰۷ | آنها دوباره می‌بوسند                  | 惡作劇۲吻              | پی زییو        |                                          |
| ۲۰۰۸ | داستان زمان                          | 光陰的故事             | نی نی          |                                          |
| ۲۰۰۹ | با یکدیگر                            | 愛就宅一起             | یان شیجیا      |                                          |
| ۲۰۰۹ | کنسرت پاییز                          | 一站，幸福             | او ییقان       |                                          |
| ۲۰۰۹ | Roseate-Love                         | 紫玫瑰                 | Mina           |                                          |
| ۲۰۱۰ | Qing Mi Xing Ti Yan                  | 清蜜星体验             |                |                                          |
| ۲۰۱۰ | Scent of Love                        | 就是要香戀             | Li Zhenzhen    |                                          |
| ۲۰۱۰ | Days We Stared at the Sun            | 他们在畢業的前一天爆炸 | Policewoman    |                                          |
| ۲۰۱۱ | Love You                             | 醉後決定愛上你         | Avril Tang     |                                          |
| ۲۰۱۲ | Love Me or Leave Me                  | 我租了一個情人         | Ji Qing        |                                          |
| ۲۰۱۲ | The Late Night Stop                  | 小站                   | Wu Yating      |                                          |
| ۲۰۱۴ | The Way We Were                      | ۱۶個夏天               | Zheng Ruirui   |                                          |
| ۲۰۱۵ | Wake Up                              | 麻醉風暴               | Yang Wei-yu    |                                          |
| ۲۰۱۶ | Rock Records in Love                 | 滾石愛情故事           | Hsu Chung-hsiu | Episode: "Infatuation" ("鬼迷心竅")      |
| ۲۰۱۶ | Fresh Off the Boat                   | 菜鳥新移民             | Margaret       | Season 3, episode: "Coming from America" |
| ۲۰۱۷ | Wake Up 2                            | 麻醉風暴۲              | Yang Wei-yu    |                                          |
| ۲۰۱۸ | My Dear Boy                          | 我的男孩               | Assistant      | Episode 19                               |
| ۲۰۲۰ | The Victims' Game                    | 誰是被害者             | Hsu Hai-yin    | نتفلیکس series                           |
| ۲۰۲۰ | Missing Persons                      | 失蹤人口               | Kuo Lan        | مجموعه اینترنتی (special appearance)     |
| ۲۰۲۱ | Dear Diary                           | 我的巴比倫戀人         | Long-nv        | مجموعه اینترنتی                          |
| ۲۰۲۲ | Shards of Her                        | 她和她的她             | Lin Chen-xi    | نتفلیکس series                           |
| ۲۰۲۲ | The Victims' Game                    | 誰是被害者۲            | Hsu Hai-yin    | نتفلیکس series; season 2                 |
| ۲۰۲۲ | Lesson in Love                       | 第۹節課                | Chen Meng-yun  | آی‌چی‌یی series                            |
| ۲۰۲۴ | Imperfect Us                         | 不夠善良的我們         | Rebecca        | GTV and Public Television Service        |